# Cannon Falls (Minnesota)
Cannon Falls es una ciudad ubicada en el condado de Goodhue en el estado estadounidense de Minnesota. En el Censo de 2010 tenía una población de 4083 habitantes y una densidad poblacional de 354,18 personas por km².

## Geografía
Cannon Falls se encuentra ubicada en las coordenadas 44°30′48″N 92°54′6″O / 44.51333, -92.90167. Según la Oficina del Censo de los Estados Unidos, Cannon Falls tiene una superficie total de 11.53 km², de la cual 11.28 km² corresponden a tierra firme y (2.18%) 0.25 km² es agua.

## Demografía
Según el censo de 2010, había 4083 personas residiendo en Cannon Falls. La densidad de población era de 354,18 hab./km². De los 4083 habitantes, Cannon Falls estaba compuesto por el 96.33% blancos, el 0.44% eran afroamericanos, el 0.51% eran amerindios, el 0.47% eran asiáticos, el 0.02% eran isleños del Pacífico, el 0.76% eran de otras razas y el 1.47% pertenecían a dos o más razas. Del total de la población el 2.18% eran hispanos o latinos de cualquier raza.